# Коссич
Коссич (Косич, реже Косыч) — династия российских промышленников.

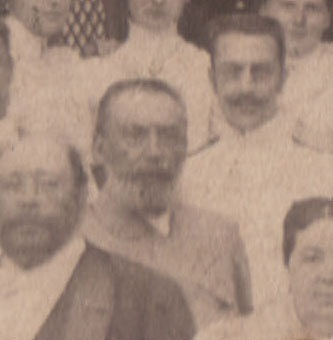
Спиридон Саввич Коссич (в центре) на даче И. К. Айвазовского Шейх-Мамай ок. 1895 г.

Её родоначальником следует считать Коссича (Косић, Cossich, Kossitch) Спиридона (Шпиро) Саввича (1828—1920), черногорца по национальности, уроженца Боки Которской, австрийского подданного. Он был привезён в Российскую Империю около 1839 г., в возрасте 11 лет.
Вероятно, первым основанным им заводом был завод гидравлической извести в г. Феодосия (1852). Следом он основал алебастровый завод в г. Харьков (1873), кирпично-черепичный завод в Феодосии (1890) и др.

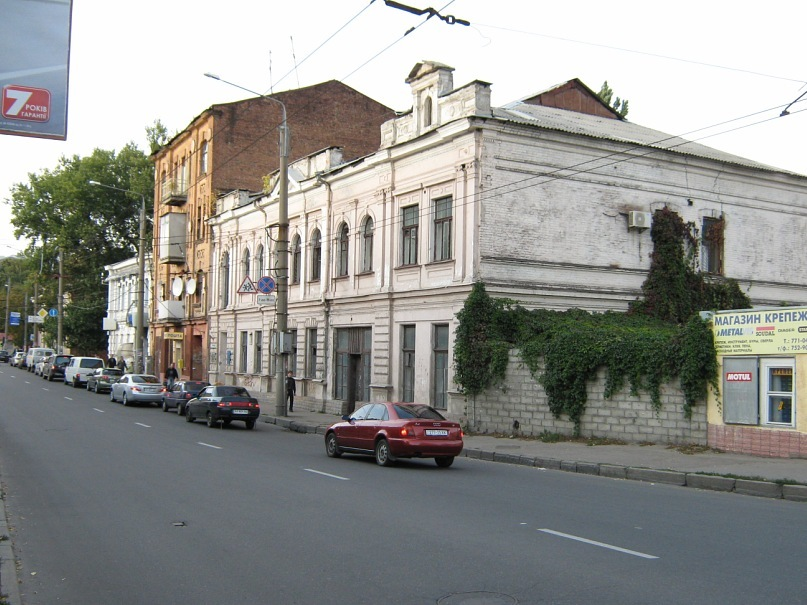
Головной офис компании «КОССИЧЪ» в Харькове (современное состояние)

В августе 1904 г. он вместе со своими тремя сыновьями реорганизовал "Товарищество алебастровых заводов «КОССИЧЪ и Братья» , в «Товарищество алебастровых, гидравлической извести и кирпично-черепичных заводов братьев Коссичъ» с акционерным капиталом 250, 000 золотых рублей. Капитал был разделен на 250 паёв по 1000 рублей каждый. В состав правления входили: директор С. С. Коссич, директор-распорядитель Н. С. Коссич, директор правления Е. С. Коссич.

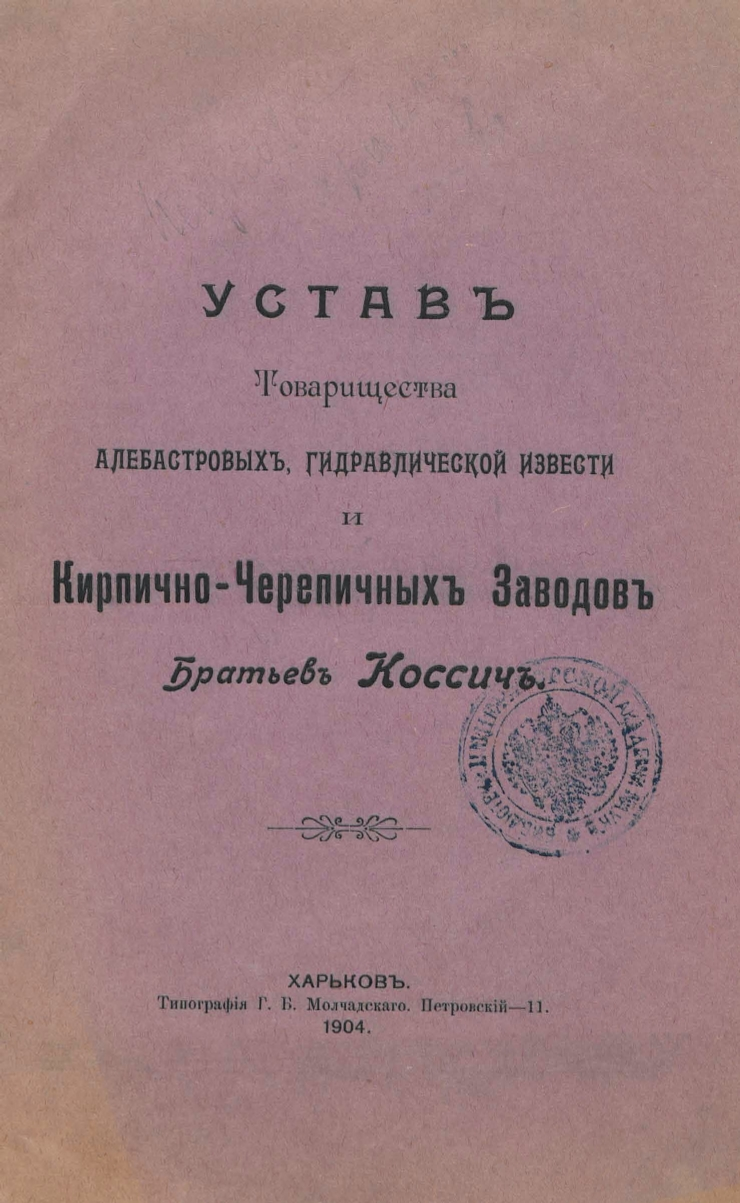
Устав товарищества

В 1913 г. товарищество увеличило основной капитал до 350, 000 рублей за счёт выпуска 100 паёв по 1000 рублей.

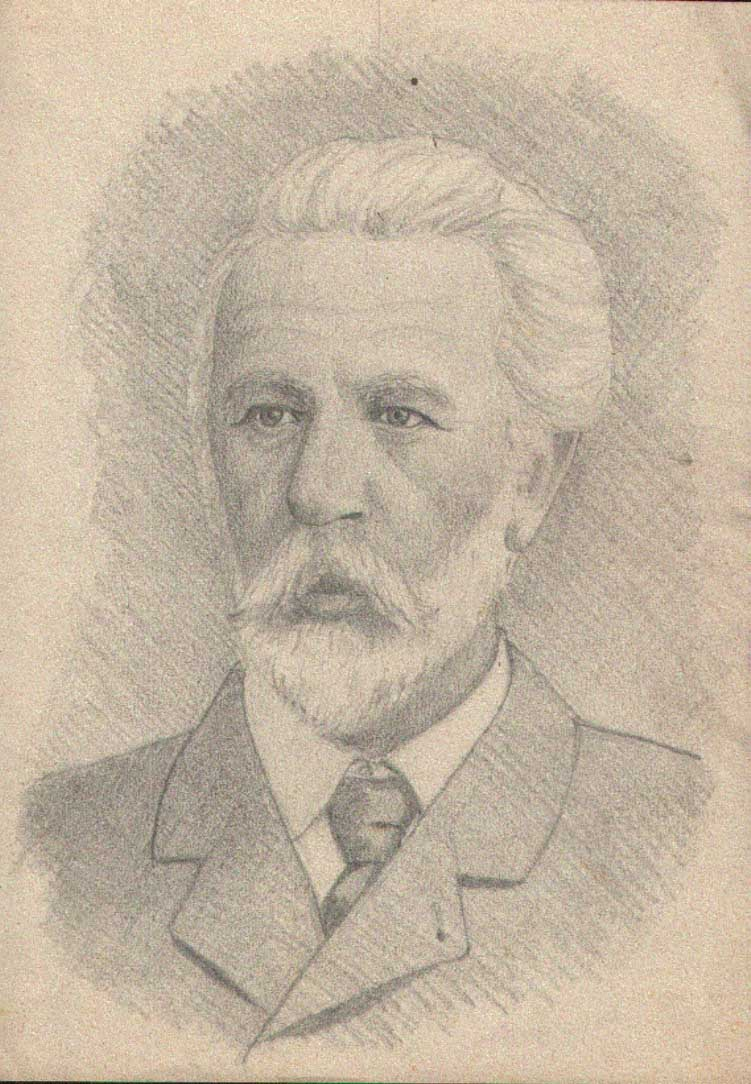
Спиридон Спиридонович Коссич — почётный гражданин Харькова

На 1 августа 1914 основной капитал компании составлял 350 000 рублей, запасной — 20 824. К 1914 г. компании принадлежало 6 заводов в разных местах Юга России (3 алебастровых, один — известковый, кирпичный и черепичный), несколько рудников: Екатерининский антрацитовый рудник (Таганрогский округ, близ деревни Новопавловка), (район Бахмута и Криндачёвка), гипсовый (дер. Михайловка Бахмутского уезда)несколько частных домов и складских помещений.
Головной офис находился в Харькове по адресу Подольский пер., д. 23 (ныне — ул. Гамарника, 17). На предприятиях компании работало свыше 1,000 человек.

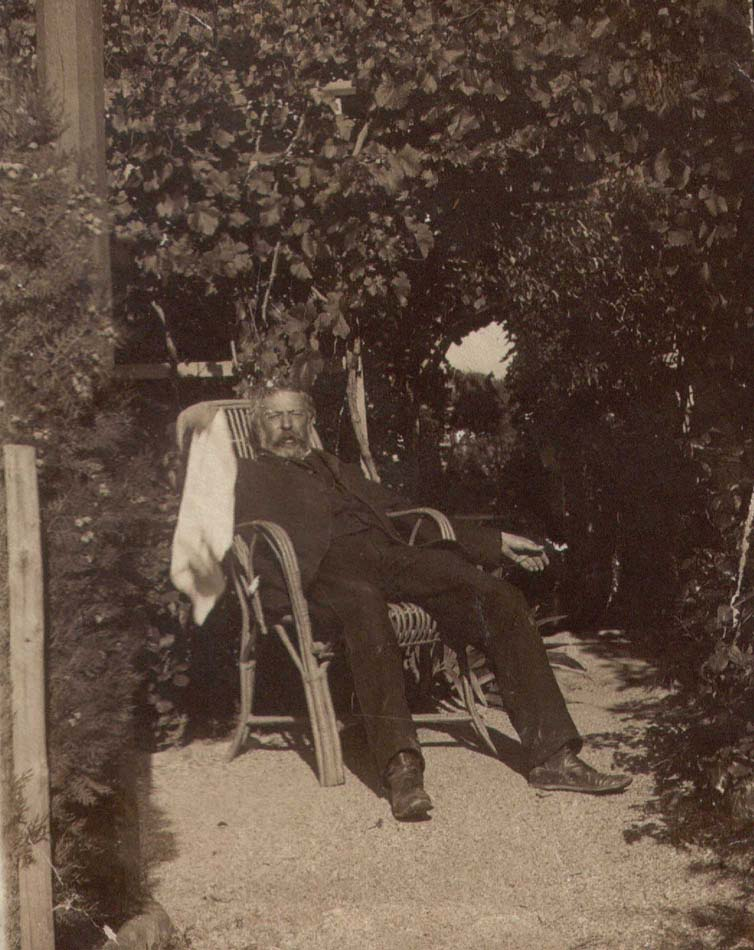
Спиридон Спиридонович Коссич в своём имении под Феодосией («дача Коссича»)

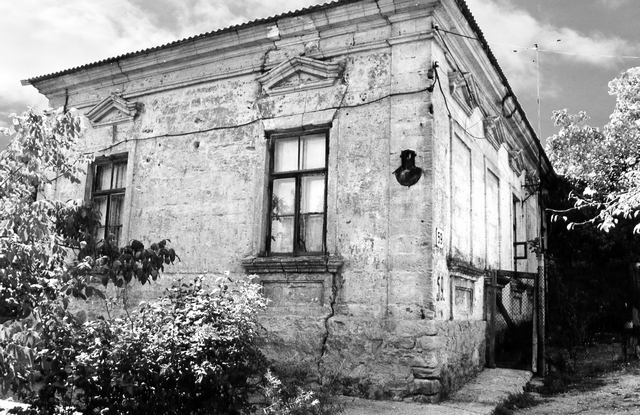
Дом Коссич в Феодосии (нынешнее состояние)

## Династия
- Спиридон Саввич Коссич (1828, Херцег-Нови? — 1920, ?), австрийский подданный, основатель компании «КОССИЧЪ». Женат на Зинаиде (Зиновии) Григорьевне Коссич (урождённой ? — 14(27).10.1916, Харьков).
- Анна Саввична Коссич, сестра.

Дети Спиридона Саввича Коссича:
- Спиридон Спиридонович Коссич (7.12.1859, Бердянск — 1939, Феодосия), управляющий кирпично-черепичным заводом в Феодосии, австрийский подданный. С 09.1916 — подданный Российской Империи.

Дети Спиридона Спиридоновича Коссича:
- Евгений Спиридонович Коссич (03.03.1885, Харьков — 1951, Харьков), австрийский подданный
- Сергей Спиридонович Коссич (1888, дер. Основа Харьковской губернии — 03.11.1920, Феодосия) российский подданный с 1911 г. Расстрелян большевиками.
- Борис Спиридонович Коссич (ок. 1894, Феодосия — ок. 1914, Феодосия).
- Алексей Спиридонович Коссич (Косич) (23.01.1897, Феодосия — 31.03.1981, Ялта), австрийский подданный. С 09.1916 — подданный Российской Империи, позже — гражданин СССР. Сын Алексея Спиридоновича и Марии Константиновны Ус — Косич Всеволод Алексеевич (09.02.1937, Феодосия — 09.03.2016, Даугавпилс), полковник СА, с 1987 в запасе, пенсионер МО.

- Николай Спиридонович Коссич (1867, Бердянск? — 14.10.1930, Харьков), директор-распорядитель компании, российский подданный. Гласный Харьковской городской думы в конце 1910—1914 гг.

Дети Николая Спиридоновича Коссича:
- Борис Николаевич Коссич (1900, Феодосия — 7.12.1920, Багреевка, Ялта), Студент Харьковского коммерческого института, доброволец Белой армии (с 1918), вольноопределяющийся. Расстрелян большевиками.
- Наталия Николаевна(Тала) Коссич (начало 1900-х. — ?)

- Евгений Спиридонович Коссич (04.03.1872, Харьков — конец 1917, Харьков), директор правления компании, австрийский подданный.

Дети Евгения Спиридоновича Коссича:
- Владимир Евгеньевич Коссич (09.07.1899, Харьков — ?) Образование среднее. Проживал в г. Красноярске. Нач. хозотдела Красмашзавода. Арестован 2 июня 1938 по обвинению по ст. 58-6, 58-11 УК РСФСР. Дело прекращено 10 января 1939 УНКВД Красноярского Края по реабилитирующим обстоятельствам (ст. 204 п. 6 УПК РСФСР).
- Ольга Евгеньевна Коссич (08.07.1900, Харьков — ?)
- Зинаида Евгеньевич Коссич (07.12.1903, Феодосия — ?)
- Валентин Евгеньевич Коссич (16.03.1912, Харьков — Полтава?). Работник учебного комбината ХТЗ. Арестован 8 декабря 1934 по обвинению в терроризме (ст. 54-8 УК УССР. Спецколлегией Харьковского облсуда 21 января 1935 осужден на 3 года лишения свободы. После освобождения проживал в г. Полтава. Реабилитирован 10 июля 1991.

- София Спиридоновна Коссич, в замужестве Комаровская

## Свидетельства
В 1901—1903 гг. харьковские купцы Богомолов и Косич возле станции Деконской купили у
немецких колонистов 6 га земли и построили ещё 3 алебастровых завода.
История Деконской
Рудник П. И. Говорова «Боковский и Княгиневский антрацит» перешел в пользование товариществу «Коссич и Комаровский»….
История Криндача (Красного луча)
Убийство Евгения Спиридоновича Коссича на его даче под Куряжем  в конце 1917г.  “Экспроприаторы” (скорее всего, эсеры,) ограбили его, а когда уже уходили и лежащий на полу связанный Косич вдруг воскликнул, глядя на одного из грабителей: “А я тебя знаю!” — тот остановился, вынул из кармана платок, накрыл им лицо Косича и выстрелил...
B трёх верстах от города, по Двухъякорному шоссе, жили приятели родителей, Коссич. Их большая семья занимала просторный дом с большой верандой. Рядом с домом в балке находился принадлежащий им кирпично-черепичный завод. При доме был великолепный фруктовый сад, виноградник и красивейшие цветочные клумбы. Всё это зелёное хозяйство содержалось в идеальном порядке под присмотром опытного садовника. Фруктовые деревья с одинаковыми плодами располагались аллеями….
Глава семьи, Спиридон Спиридонович, черногорец, был деловой человек, управлял делами завода, следил за идеальным порядком в усадьбе, при этом был веселым, добродушным человеком, постоянно шутил и отпускал остроты по любому поводу. Eго жена, Мария Игнатьевна, была француженка, урожденная Малё, была хорошо образованна, руководила хозяйством в доме, воспитывала своих четырёх сыновей. Старший, Евгений, стал юристом, переехал жить в Харьков. Второй, Сергей, стал офицером и был расстрелян в числе прочих <во время «красного террора» в Феодосии в декабре 1920>… Третий сын, Борис, был гимназистом; он рано погиб… Четвёртый сын, Алексей, учился в реальном училище, впоследствии окончил сельскохозяйственный институт, работал в Ялте агрономом …. Умер на 85 году жизни….
Ермолинский А. В. Заметки старого феодосийца. 1911—1935 гг.
Опросный лист Особой фронтовой комиссии (33 вопроса) Даты заполнения нет
Косич Сергей Спиридонович, 32 лет, уроженец деревни Основа Харьковской губернии, сын заводского служащего «иностранно-подданного», черногорец, в прошлом студент. Окончил военное училище. В период ПМВ доброволец, вольноопределяющийся. Воевал  командиром роты в чине подпоручика. Награждён орд. Св Анны 4-й степени. С августа 15 по декабрь 1918 находился в немецком плену. Освободясь, приехал в Феодосию, где всё время служил в армейских подразделениях ген. Врангеля в чине подпоручика.
В анкете дополнил, что во время учёбы в Петрограде отбывал админнаказания за участие в студ. беспорядках
«Протокол заседания чрезвыч. Тройки»  при управлении начособотдарма 13 и уполномоченного Крымской ударной группы особотдела Южюгозапфронтов от 3 дек 1920 г. под председательством Данишевского при членах Зотове и Добродицком.
Слушали: дело по обвинению в службе в белой армии и активной помощи контрреволюции в её борьбе за свержение власти Пролетариата нижеследующих лиц».
Далее следует список 218 человек, среди которых генералы, полковники, офицеры еньших воинских чинов а также чиновники военного времени, служащие госстражи, казаки, солдаты. С. С. Косич под № 118.
«Принимая во внимание доказанность обвинения всех вышепоименованных в количестве 218 человек, как явных врагов трудового народа и контрреволюционеров – расстрелять, имущество их конфисковать».
Председатель тройки. Члены. Подпись и печать особого отдела ВЧК.
Оригинал хранится в архиве СБУ в Киеве.

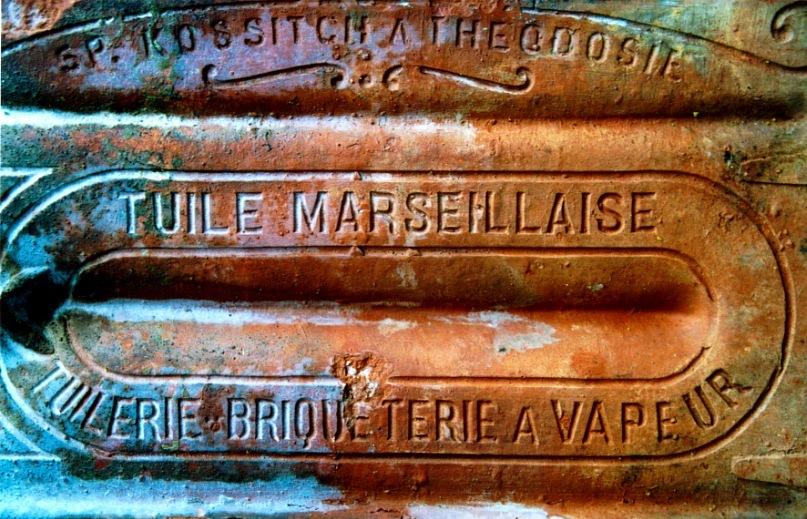
Логотип (клеймо) черепичного завода Коссич в Феодосии.